# Chu Man Kai
Chu Man Kai es un deportista hongkonés que compite en bádminton adaptado. Ganó una medalla de plata en los Juegos Paralímpicos de Tokio 2020 en la prueba individual (clase SH6).

## Palmarés internacional
| Juegos Paralímpicos | Juegos Paralímpicos | Juegos Paralímpicos | Juegos Paralímpicos |
| Año                 | Lugar               | Medalla             | Prueba              |
| ------------------- | ------------------- | ------------------- | ------------------- |
| 2020                | Tokio (Japón)       | Medalla de plata    | Individual SH6      |